# Nicky van der Kuyp
Nicky van der Kuyp (11 november 1986) is een Nederlandse musicalactrice die onder andere acteerde in de musicals Jeans 17 (soliste), Footloose (Wendy-Jo), Legally Blonde (Serena) en Shrek (Mama Beer).

## Opleiding
Van der Kuyp volgde haar opleiding aan de Dutch Academy of Performing Arts (DAPA). Hier studeerde ze in 2007 af in de richting Musical Artist.

## Biografie
Van der Kuyp deed in 2007 mee aan De weg naar Fame, een televisieprogramma waar naar hoofdrolspelers werd gezocht voor de musical Fame. Mede als gevolg van haar deelname aan deze televisieshow kreeg ze later een rol in de musical Footloose. Hierop volgde rollen in The Sound of Music, Legally Blonde en Daddy Cool. In 2012 speelde Van der Kuyp de hoofdrol in Daddy Cool Mallorca, op Mallorca. Na de vroegtijdige stop in Mallorca speelde ze de rol van Mama Beer in Shrek de Musical.
In 2013 kreeg Nicky een dochter. 
Vanaf december 2014 was Nicky een jaar lang te zien in Fourtina, in het teken van Tina Turner. Naast onder andere Nurlaila Karim en Jasper Taconis.
In 2014 heeft Nicky een kindercd opgenomen met bestaande kinderliedjes, in een nieuw jasje.

## Discografie

### Singles
| Single met eventuele hitnotering(en) in de Nederlandse Top 40 | Datum van verschijnen | Datum van binnenkomst | Hoogste positie | Aantal weken | Opmerkingen                             |
| ------------------------------------------------------------- | --------------------- | --------------------- | --------------- | ------------ | --------------------------------------- |
| B.O.M.D. (Beat of My Drum)                                    | 02-07-2013            | -                     |                 |              | in samenwerking met State of Sound Crew |
| Waar zijn de mannen                                           | 20-02-2009            | -                     |                 |              | single musical Footloose                |